# Ptychogena crocea
Ptychogena crocea är en nässeldjursart som beskrevs av Paul Torben Lassenius Kramp och Damas 1925. Ptychogena crocea ingår i släktet Ptychogena och familjen Laodiceidae. Inga underarter finns listade i Catalogue of Life.